# 空転

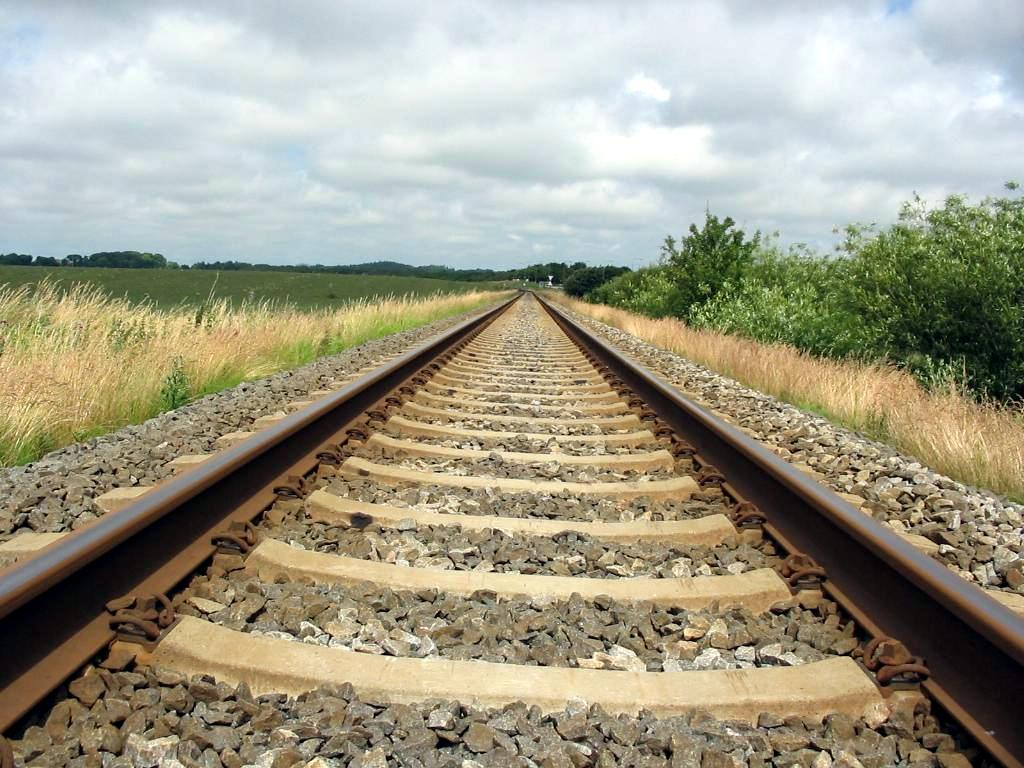
普通鉄道の線路

空転（くうてん）は、鉄道車両や自動車などの車両において、車輪（駆動輪）が1回転しても車両が車輪の1周分の距離を進まなくなる（空回りする）ことをいい、車両の正常な運行に支障を来たすことである。自動車などでは空転も滑走も車輪と路面とのグリップが失われる点で共通することから、スリップと呼ばれることが多い。

## 概要
鉄道や自動車など陸運車両では、車両側の駆動力や制動力が輪軸やタイヤを介してレールやアスファルト舗装に伝わることにより力行（加速）やブレーキ（減速）が可能になり、安全に走行することができる。走行には車輪とレールあるいは舗装との間の摩擦力が作用しており、車輪の駆動力がこの摩擦力を超えると車輪は空転を始める。

## 鉄道車両
鉄道車両の場合は車輪もレールも鉄であるためもともと摩擦係数が小さく、空転が発生しやすい状況にある。

### 要因
車輪とレールが、ともに鉄である鉄道車両は、その間に雨などの水分やレール自身の錆・雑草・落葉・時にはヤスデ類などの虫が介在することにより摩擦係数が大幅に低下し、空転を発生させる。大都市圏では列車密度が高く編成も長いため、レール踏面が常に磨かれた状態になり、始発列車を除けば空転がさほど問題となることはないが、少ない動輪で大きな重量を牽引する貨物列車の機関車や、もともと列車本数が少なく短編成が多いローカル線では大きな問題となる。

### 被害
鉄道の場合、列車が上り勾配で立往生すれば後続列車（単線では対向列車にも）へ列車遅延などの影響はさけられないが、他にもレールの同じ部分が車輪に削られることによる「レール穴」の発生や、気動車では液体変速機（変速機油）のオーバーヒート、電車では電動機に過大な電流が流れるなど、線路故障から車両故障にまでつながる厄介な問題を引き起こすのである。

### 対策
ソフト面では運転士がノッチ戻しや刻みノッチで対応する。ハード面では古くからレール踏面への撒砂（砂をまくこと）、最近ではセラミック噴射などが有効な手段として取られている。しかし機関車は別として、すべての動力車に砂撒き装置が装備されているわけではなく、鉄道事業者を悩ませ続けている。また、空転対策としてMT比を引き上げることも行われる。

## 自動車
自動車では、ゴムタイヤとアスファルト舗装の摩擦係数がもともと大きいため、故意にグリップを失わせる以外は空転しにくいが、雨の降り始め、凍結路や圧雪路では似たような状態になる。
水はけの悪い路面では、雨天時の高速走行でタイヤの排水が追いつかないハイドロプレーニング現象が発生しやすく、面圧が低い場合（車重が小さい・接地面積が大きい）、駆動軸出力が大きい場合などは、エンジン出力を抑えない限り空転が続く。

### 要因
- 外部環境要因
  - 温度
    - タイヤには良好なグリップを発揮する作動温度がある。夏用のタイヤを寒冷地で使ったり、冬用のスタッドレスタイヤを夏場に用いたりすると、タイヤの作動温度範囲を外れることになり、グリップ力が低下し、甚だしいときにはタイヤの空転を招く。

  - 水の存在
    - タイヤと路面との間に水が存在するとグリップ力が低下し、甚だしいときにはタイヤの空転を招く。また、タイヤの溝が浅い時にも空転しやすくなる。
- 車両要因
  - デファレンシャルギア
    - 自動車ではカーブを曲がりやすくするため、内外駆動輪の回転差を吸収するデファレンシャルギアを装備しているが、操舵角いっぱいの場合などには内側のタイヤはほぼ停止し外側のタイヤは空転することになり、駆動力が伝わらなくなってしまう。オープンデフ（差動制限無し）の特性として、どちらかの駆動輪が空転すると他の他方には動力が伝わらない。

  - 急加速・急減速・急制動
    - 急加速・急減速・急制動など、「急」のつく操作はタイヤのグリップ喪失を誘発しやすく、空転・滑走の原因となる。

### 被害
最も影響の大きい被害は交通事故である。また、事故に至らずとも、道路上で立ち往生することになれば交通渋滞を招くことがある。

### 対策
- 滑り止めの利用
  - 積雪時にはタイヤチェーンやスタッドレスタイヤを装着する。
  - タイヤの性能や繊細なアクセルワークだけでは勾配路を克服できないことから、凍結しやすい坂道には撒き砂が道路脇に置いてあることがよくあるので、これを利用する。
- 適正なタイヤの選択
  - 作動温度範囲を考えて、季節に合ったタイヤを選択する。また、タイヤの残り溝にも留意する。
- リミテッド・スリップ・デファレンシャルギアを搭載する
  - 車両によっては、デファレンシャルギアの作動を規制するリミテッド・スリップ・デファレンシャルギアを搭載できるものがある。泥濘や荒地などを走行する車両にはリミテッド・スリップ・デファレンシャルギアを搭載していると、車輪の空転から脱出することが容易になる。ただし、摩擦係数の低い路面では、オープンデフに比し、直進性が著しく低下する。
- トラクションコントロール制御を搭載する
  - 車両によっては、車両の空転を防止するトラクションコントロールシステムを選択できるものがある。また、ブレーキ時の滑走を防ぐためのアンチロック・ブレーキ・システムや、車両の姿勢を制御する横滑り防止機構 / 横滑り防止装置を選択できる車種もある。

### 意図的に行われる場合
- ドラッグレースなどのスタート時、駆動輪であるリアタイヤを激しく空転させる光景を目にすることができる。この行為をバーンアウトと呼び、タイヤの表面を摩擦熱によって溶かし、タイヤの表面や路面をネバネバにしたり、タイヤ自体をやわらかくしてグリップ力を高めるために行う。FR車の場合、ブレーキをフロントだけに利かせるようにする「ラインロック」という装備が必要な場合が多い。

## 比喩
- 国会などの議会において審議が中断したまま進まず、会期を浪費することを「空転」と呼ぶ場合がある。
- 何かに張り切りすぎてかえってうまく行かない、やる気ばかりが空回りしているような場合も「（やる気が）空転した」などと言う。